# Attentat de la gare de Kunming
L'attentat de la gare de Kunming est un attentat perpétré le 1er mars 2014 visant les passagers de la gare de Kunming, capitale de la province chinoise du Yunnan, faisant 31 morts et 143 blessés.

## Attaque
Le 1er mars 2014 vers 21 h (heure locale), huit personnes (six hommes et deux femmes) sombrement vêtues font irruption dans la gare de Kunming munies d'armes blanches, puis attaquent sans distinction particulière les passagers présents au sein de la gare. 31 personnes sont assassinées et 143 autres blessées, alors que quatre assaillants sont abattus par la police chinoise et un cinquième blessé par balles. Le 3 mars, les autorités chinoises annoncent avoir arrêté les trois derniers fugitifs. 
L'attentat est rapidement attribué par le gouvernement chinois à des groupes séparatistes ouïghours,, une minorité ethnique musulmane majoritairement implantée dans la province du Xinjiang. Pékin affirme d'ailleurs que des drapeaux du Parti islamique du Turkestan (Etim) ont été retrouvés sur les lieux de l’attaque.
Cet attentat, dont le modus operandi est sans précédent, a considérablement choqué le gouvernement chinois. L’une des composantes de l’Assemblée nationale populaire, la conférence consultative populaire, a observé le 3 mars une minute de silence en hommage aux victimes. Parmi le millier de députés se trouvaient tous les hauts dirigeants, dont le président Xi Jinping. Ce genre de commémoration est très rare en Chine, la dernière remontant à la mort de Deng Xiaoping, en 1997.